# Hendrik Hubert Frehen
Hendrik Hubert Frehen (ur. 24 stycznia 1917 r. w Waubach, zm. 31 października 1986 w Reykjaviku) – holenderski duchowny katolicki, ordynariusz reykjawicki od 1968 r.

## Życiorys
Hendrik Hubert Frehen urodził się w 1917 r. w Waubach. W młodości wstąpił do zakonu monfortantów. Święcenia kapłańskie otrzymał 18 grudnia 1943 r. W 1968 r. papież Paweł VI powołał do życia diecezję reykjawicką, z przekształcenia Wikariatu Apostolskiego Islandii, której pierwszym ordynariuszem mianował Frehena. Konsekracja biskupia odbyła się 8 grudnia 1968 r. w katedrze Chrystusa Króla w Reykjaviku. Zmarł w wieku 69 lat w 1986 r.